# خليفة
الخليفة هو قائد مسلم على الدولة الإسلامية ليحكمها بالشريعة الإسلامية، وسمي بذلك لأن الخليفة هو قائدهم وهو من يخلف النبي محمد ﷺ في الإسلام لتولي قيادة المسلمين والدولة الإسلامية، وأول من لُقّب به هو أبو بكر الصديق، وكثيرا ما يشار إليه أيضًا أمير المؤمنين.

## تاريخ اللقب
كان سبب هذا اللقب أن الخليفة الأول أبو بكر الصديق كان يلقب بخليفة رسول الله، فلما بويع عمر للخلافة ناداه الناس بخليفة خليفة رسول الله، فقال لهم إن هذا أمر يطول، فقولوا غير ذلك، فنادوه بأمير المؤمنين، فوافق ومضت سنة بين الناس منذ ذلك الحين ولقب خليفة يُطلق على الحكام المسلمين منذ عهد الخلفاء الراشدين ابتداءً من عمر بن الخطاب حتى نهاية الدولة العثمانية. ولم يكن هذا اللقب على أساس التزكية دائماً وإنما لُقب لمن يتقلد منصب الخليفة، وذلك كما هو الحال اليوم للألقاب التي تطلق على حكام ورؤساء الدول.

## ممن لُقّب بالخليفة
أول الخلفاء هم الخلفاء الراشدون الأربعة (أبو بكر الصديق وعمر بن الخطاب وعثمان بن عفان، وعلي بن أبي طالب)، وبعدهم الأمويين، والعباسيين، والعثمانيين، وأحيانا، عن طريق المنافسة الأسر الحاكمة في الأندلس وشمال أفريقيا، ومصر. وكان معظم حكام المسلمين من الأمراء أو السلاطين، يقدمون الولاء للخليفة، وقد انتهت الخلافة منذ إعلان جمهورية تركيا إلغاء الخلافة العثمانية عام 1924، على الرغم من دعوة بعض الأفراد والجماعات لترميمها.

## في القرآن الكريم
وردت كلمة خليفة في القرآن الكريم مرتين:
- ﴿وَإِذْ قَالَ رَبُّكَ لِلْمَلَائِكَةِ إِنِّي جَاعِلٌ فِي الْأَرْضِ خَلِيفَةً قَالُوا أَتَجْعَلُ فِيهَا مَنْ يُفْسِدُ فِيهَا وَيَسْفِكُ الدِّمَاءَ وَنَحْنُ نُسَبِّحُ بِحَمْدِكَ وَنُقَدِّسُ لَكَ قَالَ إِنِّي أَعْلَمُ مَا لَا تَعْلَمُونَ ۝٣٠﴾[2]، قال ابن كثير: «أي: قوما يخلف بعضهم بعضا قرنا بعد قرن وجيلا بعد جيل[3] ، كما قال تعالى : (وهو الذي جعلكم خلائف الأرض)[4] ، وقال (ويجعلكم خلفاء الأرض).[5]»
- ﴿يَا دَاوُدُ إِنَّا جَعَلْنَاكَ خَلِيفَةً فِي الْأَرْضِ فَاحْكُمْ بَيْنَ النَّاسِ بِالْحَقِّ وَلَا تَتَّبِعِ الْهَوَى فَيُضِلَّكَ عَنْ سَبِيلِ اللَّهِ إِنَّ الَّذِينَ يَضِلُّونَ عَنْ سَبِيلِ اللَّهِ لَهُمْ عَذَابٌ شَدِيدٌ بِمَا نَسُوا يَوْمَ الْحِسَابِ ۝٢٦﴾[6]، قال القرطبي:«أي ملكناك لتأمر بالمعروف وتنهى عن المنكر[7]»

## الإمامة العظمى
الإمامة العظمى هي الخلافة، والإمام هو الذي يقتدي به الناس في أقواله وأفعاله، وأئمة المسلمين علماء الدين وهم ورثة الأنبياء في حمل العلم وتأدية المهام الدينية تجاه عامة الناس، وتختلف هذه المهام باختلاف المراتب العلمية والصلاحيات المسندة إليهم، وقد تعارف الناس في تاريخ الخلافة الإسلامية على أن الإمامة تشمل: الأئمة المجتهدون على اختلاف مراتب الاجتهاد، والعلماء المتخصصون في علوم الدين، ومنهم أئمة الناس في الصلاة، وأهل الحل والعقد من علماء الدين، والخلفاء والسلاطين أو الملوك والأمراء وغير ذلك من مسميات المناصب السياسية، وسبب ذلك أن ولاة الأمر حكام المسلمين كان اختيارهم في الابتداء على أساس أن يكونوا أئمة في الدين، والخلفاء الراشدون كانوا كذلك، وكان كل منهم إماما مجتهدا في فروع الأحكام الفقهية، يؤم الناس في صلاة الجماعة والجمعة ويخطب فيها وفي العيد وغيره وتجتمع عليه كلمة المسلمين، ويتولى شؤون قيادة المعارك، ويتعهد الرعية ويتولى أمور المسلمين والقضاء والتعليم ويعين الولاة والقادة والقضاة وغير ذلك، وله أن يستنيب غيره في تأدية المهام براءة للذمة. والخلافة هي إمامة في الدين باعتبار أن علماء الدين حملة الشريعة هم أئمة المسلمين، وهم المستخلفون ليقتدي بهم الناس. والكثير من أئمة الصحابة والتابعين ومن بعدهم وكالأئمة الأربعة وغيرهم من أعلام الدين كانت مهمتهم علمية، ولم يكونوا يسعون بعلمهم للحصول على السلطة، وكان الصحابة يختارون للخلافة أفضلهم وأعلمهم في الدين ويلتزمون طاعته، ولم يتخذوا من علمهم سلما للوصول إلى مناصب سياسة ومعارضة الحكام ومنازعتهم. والخلافة أو الإمامة العظمى هي ولاية عامة، والإمام الأعظم القائم بخلافة النبوة في حراسة الدين وسياسة الدنيا، ومن ثم اشترط فيه ما شرط في القاضي وزيادة. ويسمى الخليفة إماما؛ لأن اختيار الخلفاء الراشدين قام على أساس أن يكون الخليفة إماما مجتهدا في أعلى رتبة ممكنة من العلم في الدين يقتدي به الناس في العلم والدين ينقادون لحكمه ويصلون خلفه وتجب عليهم طاعته. قال الماوردي: «الإمامة موضوعة لخلافة النبوة في حراسة الدين وسياسة الدنيا». وقال سعد الدين التفتازاني في المقاصد: «الإمامة: هي رياسة عامة في أمر الدين والدنيا خلافة عن النبي ﷺ». وقال إمام الحرمين: «الإمامة رياسة تامة، وزعامة عامة، تتعلق بالخاصة والعامة، في مهمات الدين والدنيا. مهمتها حفظ الحوزة، ورعاية الرعية، وإقامة الدعوة بالحجة والسيف، وكف الخيف والحيف، والانتصاف للمظلومين من الظالمين، واستيفاء الحقوق من الممتنعين، وإيفاؤها على المستحقين». فيتولى أمور الرعية ويتفقد أحوالهم ويراعي مصالحهم ويقيم أحكام الدين وشعائره، ويلجأ إليه المظلوم فينصفه وينصره، ويأمن به الخائف، ويقطع تمادي الظالمين وقاطعي الطريق والمفسدين، وفي الحديث: «عن أبي هريرة عن النبي ﷺ قال: إنما الإمام جنة يقاتل من ورائه ويتقى به فإن أمر بتقوى الله عز وجل وعدل كان له بذلك أجر، وإن يأمر بغيره كان عليه منه». قال النووي: «قوله ﷺ: «الإمام جنة» أي: كالستر؛ لأنه يمنع العدو من أذى المسلمين، ويمنع الناس بعضهم من بعض، ويحمي بيضة الإسلام، ويتقيه الناس ويخافون سطوته، ومعنى: «يقاتل من ورائه» أي: يقاتل معه الكفار والبغاة والخوارج وسائر أهل الفساد والظلم مطلقا، والتاء في «يتقى» مبدلة من الواو لأن أصلها من الوقاية».
قال ابن خلدون: «ثم إن نصب الإمام واجب قد عرف وجوبه في الشرع بإجماع الصحابة والتابعين؛ لأن أصحاب رسول الله ﷺ عند وفاته بادروا إلى بيعة أبي بكر رضي الله عنه وتسليم النظر إليه في أمورهم، وكذا في كل عصر من بعد ذلك، ولم تترك الناس فوضى في عصر من الأعصار، واستقر ذلك إجماعاً دالاً على وجوب نصب الإمام». قال: وإذا تقرر أن هذا النصب واجب بإجماع فهو من فروض الكفاية وراجع إلى اختيار أهل العقد والحل، فيتعين عليهم نصبه، ويجب على الخلق جميعاً طاعته، لقوله تعالى: ﴿أطيعوا الله وأطيعوا الرسول وأولي الأمر منكم﴾. ذكر سعد الدين التفتازاني أدلة الجمهور على وجوب تنصيب خليفة في متن المقاصد بقوله: «لنا وجوه: الأول: الإجماع وهو العمدة حتى قدموه على دفن النبي ﷺ الثاني: أنه لا يتم إلا به ما وجب من إقامة الحدود وسد الثغور ونحو ذلك مما يتعلق بحفظ النظام، الثالث: أن فيه جلب منافع ودفع مضار لا تحصى وذلك واجب إجماعا، الرابع: وجوب طاعته ومعرفته بالكتاب والسنة، وهو يقتضي وجوب حصوله وذلك بنصبه». انتهى باختصار من كلام السعد. ووجوب نصب الإمام ثابت بالأحاديث الصحيحة الواردة فِي التزام جماعة المسلمين وإمامهم، مثل حديث: «من مات وليس فِي عُنُقه بيعَة مات ميتَة جاهلية». و«عن حذيفة بن اليمان قال ﷺ له: "تلْزم جماعة المسلمين وإمامهم"».
وقد أجمع الصحابة على وجوب تنصيب خليفة للمسلمين، واستقر أمر الأمة بعدهم على ذلك، ومضى هذا على مدى قرون من التاريخ الإسلامي، وكانت الخلافة العثمانية آخر دولة للخلافة الإسلامية، حيث بذلت الدول المعادية للإسلام جهودا مكثفة لإضعافها واحتلال معظم الولايات الإسلامية وتفكيكها، وانتشار المستشرقين لاستنهاض الأفكار المعارضة للحكام، وبعد غياب الخلافة العثمانية تقسمت الولايات العثمانية إلى دويلات استقلت كل دولة منها عن مركزية الخلافة الإسلامية، ورغم ذلك فإن هذه الدول الإسلامية التي تحولت من حال الاجتماع إلى التفرق على هذا النحو لم تخرج قوانينها وأنظمتها عن تحكيم الشرع الإسلامي وإن تفاوتت في مدى الالتزام والتطبيق. وولاية الأمر بمفهومها الجديد تعني: مهمة ملوك ورؤساء الدول الإسلامية، وقد كان تنصيبهم يتم عن طريق خليفة المسلمين، بالولاية العامة التي تسمى بـ«الإمامة العظمى» وهي تحمل معنى أوسع من المعنى المتعارف عليه في العصر الحديث، وقد نص العلماء وبصرف النظر عن المصطلح السياسي في مفهوم الإمامة أو الرئاسة أو الخلافة أو غيرها من التسميات المختلفة فالحكم الشرعي في ولاة الأمر واحد، من حيث وجوب الطاعة وعدم جواز الخروج عليهم. فالخلافة وإن لم تعد تحمل تلك المواصفات فهي لا تختلف في مسائل تنصيب ولاة أمر المسلمين ووجوب طاعة ولاة الأمور. وقد أجمع أهل السنة والجماعة سلفا وخلفا، وجمهور الطوائف الأخرى على أن نصب الإمام أي: توليته على الأمة واجب على المسلمين شرعا لا عقلا فقط؛ لأن الحاكم مأمور بوظائف دينية كما أن الرعية مأمورون ديانة بطاعة ولي الأمر. واتفق جمهور أهل السنة والجماعة على أن حكم تنصيب الخليفة أو الحاكم واجب شرعي؛ لحماية مصالح الناس، وأقوال الخوارج ومن وافقهم بخلاف ذلك لا يقوى على معارضة الإجماع.
وقد تظافرت الأدلة الشرعية على وجوب طاعه ولاة الأمر بنصوص الكتاب والسنة والإجماع، قال الله تعالى: ﴿وأطيعوا الله وأطيعوا الرسول وأولى الأمر منكم فإن تنازعتم في شيء فردوه إلى الله والرسول﴾، وفي الحديث: «عليكم بالسمع والطاعة» أي: لولاة الأمور، قال أبو الحسن الأشعري: «وأجمعوا على السمع والطاعة لأئمة المسلمين وعلى أن كل من ولي شيئا من أمورهم عن رضى أو غلبة وامتدت طاعته من بر وفاجر لا يلزم الخروج عليهم بالسيف جار أو عدل وعلى أن يغزوا معهم العدو ويحج معهم البيت وتدفع إليهم الصدقات إذا طلبوها ويصلى خلفهم الجمع والأعياد».

### طرق انعقاد الإمامة وتنصيب ولاة الأمر
تنعقد الإمامة بطرق أحدها: بطريق البيعة أي: بيعة أهل الحل والعقد من العلماء والرؤساء ووجوه الناس الذين يتيسر اجتماعهم حالة البيعة بلا كلفة عرفا، وأما بيعة غير أهل الحل والعقد من العوام فلا عبرة بها، وثانيها: باستخلاف الإمام واحدا بعده، أو باستخلاف عدد يختار أهل الحل والعقد واحدا منهم، قال النووي: «وتنعقد الإمامة بالبيعة، والأصح بيعة أهل الحل والعقد من العلماء والرؤساء ووجوه الناس الذين يتيسر اجتماعهم، وباستخلاف الإمام، فلو جعل الأمر شورى بين جمع فكاستخلاف، فيرتضون أحدهم وباستيلاء جامع الشروط وكذا فاسق وجاهل في الأصح».

### شروط الإمام
ذكر العلماء شروطا متعددة فيمن يتولى منصب الخلافة، ومنها ما هو متفق عليه ومنها مختلف فيه، وهذه الشروط في الابتداء، أي: في ابتداء تنصيب الخليفة، أما في الدوام ففيه تفصيل، قال النووي: «شرط الإمام كونه مسلما مكلفا حرا ذكرا قرشيا مجتهدا شجاعا ذا رأي وسمع وبصر ونطق وعدلا».
شرط الإمام كونه مسلما ليراعي مصلحة الإسلام وأهله، وهذا باتفاق جمهور أهل السنة والجماعة، أما من كان من غير المسلمين كاليهودي أو النصراني أو غيره فلا ولاية له على المسلمين، وكونه مكلفا؛ لأن غيره مولى عليه فلا يلي أمر غيره، وأن يكون حرا؛ لأن من فيه رق لا يهاب، وأن يكون ذكرا فلا ولاية للمرأة بالإجماع؛ لضعفها وعدم مخالطتها للرجال، وفي الحديث: «لن يفلح قوم ولوا أمرهم امرأة»، وأن يكون قرشيا؛ وفي الحديث: «الأئمة من قريش»، ولا يشترط كونه هاشميا ولا علويا؛ لأن الخلفاء الثلاثة لم يكونوا كذلك وهم قرشيون، وقد اتفق الصحابة على خلافتهم. وأن يكون مجتهدا كالقاضي وأولى بل حكى فيه الإجماع، وقد كان الصحابة لا يختارون للخلافة إلا إماما مجتهدا من أعلمهم في الدين وأفضلهم، فإن لم يوجد مجتهدون أو استخلف واستتم له الأمر ولم يكن مجتهدا كما هو الحال في البعض بعد الخلفاء الراشدين؛ وجبت طاعته حيث يفوض للعلماء أمور الدين فيما يفتقر للاجتهاد، وأن يكون شجاعا ليغزو بنفسه ويعالج الجيوش ويقوى على فتح البلاد ويحمي البيضة ويعتبر سلامته من نقص يمنع استيفاء الحركة وسرعة النهوض كما دخل في الشجاعة وأن يكون ذا رأي ليسوس به الرعية ويدبر مصالحهم الدينية والدنيوية قال الهروي: وأدناه أن يعرف أقدار الناس وأن يكون ذا سمع وإن ثقل وذا بصر وإن ضعف بحيث لم يمنع التمييز بين الأشخاص أو كان أعور أو أعشى، وأن يكون ناطقا يفهم نطقه، وإن فقد الذوق والشم وذلك ليتأتى منه فصل الأمور، وأن يكون عدلا، فلو اضطر لولاية فاسق جاز، ولذا قال ابن عبد السلام: لو تعذرت العدالة في الأئمة قدمنا أقلهم فسقا، قال الأذرعي وهو متعين؛ إذ لا سبيل لجعل الناس فوضى، فإذا تعذرت العدالة في أهل قطر قدم أقلهم فسقا. النهاية
قال ابن خلدون: وأما شروط هذا المنصب فهي أربعة: العلم والعدالة والكفاية وسلامة الحواس والأعضاء، مما يؤثر في الرأي والعمل، واختلف في شرط خامس وهو النسب القرشي. فأما اشتراط العلم فظاهر، لأنه إنما يكون منفذاً لأحكام الله تعالى إذا كان عالماً بها، وما لم يعلمها لا يصح تقديمه لها. ولا يكفي من العلم إلا أن يكون مجتهداً، لأن التقليد نقص، والإمامة تستدعي الكمال في الأوصاف والأحوال. وأما العدالة فلأنه منصب ديني ينظر في سائر المناصب التي هي شرط فيها، فكان أولى باشتراطها فيه. ولا خلاف في انتفاء العدالة فيه بفسق الجوارح من ارتكاب المحظورات وأمثالها، وفي انتفائها بالبدع الاعتقادية خلاف.
ذكر القرطبي أن شروط الإمامة أحد عشر شرطا أولها: أن يكون من صميم قريش، وقد اختلف في هذا. الثاني: أن يكون ممن يصلح أن يكون قاضيا من قضاة المسلمين مجتهدا لا يحتاج إلى غيره في الاستفتاء في الحوادث، وهذا متفق عليه. الثالث: أن يكون ذا خبرة ورأي حصيف بأمر الحرب وتدبير الجيوش وسد الثغور وحماية البيضة وردع الأمة والانتقام من الظالم والأخذ للمظلوم. الرابع: أن يكون ممن لا تلحقه رقة في إقامة الحدود ولا فزع من ضرب الرقاب ولا قطع الأبشار والدليل على هذا كله إجماع الصحابة رضي الله عنهم، لأنه لا خلاف بينهم أنه لا بد من أن يكون ذلك كله مجتمعا فيه، ولأنه هو الذي يولي القضاة والحكام، وله أن يباشر الفصل والحكم، ويتفحص أمور خلفائه وقضاته، ولن يصلح لذلك كله إلا من كان عالما بذلك كله قيما به. الخامس: الحرية، والسادس أن يكون مسلما، السابع: أن يكون ذكرا، قال: «وأجمعوا على أن المرأة لا يجوز أن تكون إماما وإن اختلفوا في جواز كونها قاضية فيما تجوز شهادتها فيه». الثامن: أن يكون سليم الأعضاء، التاسع والعاشر: أن يكون بالغا عاقلا، ولا خلاف في ذلك. الحادي عشر: أن يكون عدلا؛ لأنه لا خلاف بين الأمة أنه لا يجوز أن تعقد الإمامة لفاسق، ويجب أن يكون من أفضلهم في العلم؛ لقوله : «أئمتكم شفعاؤكم فانظروا بمن تستشفعون». وفي التنزيل في وصف طالوت: إن الله اصطفاه عليكم وزاده بسطة في العلم والجسم فبدأ بالعلم ثم ذكر ما يدل على القوة وسلامة الأعضاء، وقوله: اصطفاه معناه اختاره، وهذا يدل على شرط النسب. وليس من شرطه أن يكون معصوما من الزلل والخطأ، ولا عالما بالغيب، ولا أفرس الأمة ولا أشجعهم، ولا أن يكون من بني هاشم فقط دون غيرهم من قريش، فإن الإجماع قد انعقد على إمامة أبي بكر وعمر وعثمان وليسوا من بني هاشم.
قال ابن عابدين: وذكر العلامة البيري في أواخر شرحه على الأشباه أن من شروط الإمامة: أن يكون عدلا بالغا
أمينا ورعا ذكرا موثوقا به في الدماء والفروج والأموال، زاهدا متواضعا مسايسا في موضع السياسة. ثم إذا وقعت البيعة من أهل الحل والعقد مع من صفته ما ذكر صار إماما يفترض إطاعته كما في خزانة الأكمل. وفي شرح الجواهر: تجب إطاعته فيما أباحه الشرع، وهو ما يعود نفعه على العامة، وقد نصوا في الجهاد على امتثال أمره في غير معصية. وفي التتارخانية: إذا أمر الأمير العسكر بشيء فعصاه واحد لا يؤدبه في أول وهلة بل ينصحه، فإن عاد بلا عذر أدبه ا هـ ملخصا. وأخذ البيري من هذا أنه لو أمر بصوم أيام الطاعون ونحوه يجب امتثاله. أقول: وظاهر عبارة خزانة الفتاوى لزوم إطاعة من استوفى شروط الإمامة، وهذا يؤيد كلام العارف لكن في حاشية الحموي ما يدل على أن هذه الشروط لرفع الإثم لا لصحة التولية فراجعه.

### مسألة الإمامة
تعد مسألة الإمامة من أهم المسائل التي استخدمتها الفرق المنشقة عن جماعة المسلمين، سعيا منهم لتفريق كلمة المسلمين، وكان أولها فتنة الخوارج الذين انشقوا عن جماعة المسلمين وأعلنوا خروجهم عن علي بن أبي طالب، قائلين لا حكم إلا لله، وقد رد عليهم علي بن أبي طالب بقوله: «كلمة حق يُراد بها باطل» أي: أنهم استخدموا اسم الإسلام ليكون مقصورا عليهم، لما استحدثوه في الدين مما ليس منه حتى جعلوه اعتقادا فاتخذوه تحت غطاء الدين وسيلة للحصول على المال والسلطة ومعارضة الحكام ومنازعتهم والتعرض لأئمة المسلمين بالقدح والذم والإيذاء، ووصف مخالفيهم بما اعتقدوه كفرا وفسادا، ولا تقوم لهم قائمة كما دلت عليه نصوص الأحاديث، وهم أول من ابتدع الخروج على الحكام، ثم ظهرت فرق التشيع الذين اعتقدوا أن الإمامة أصل من أصول الدين، وأنها بالوراثة على اختلافهم في تحديد مستحقها. واعتبر أهل السنة والجماعة أن الإمامة مسألة مصلحية إجماعية وليست من أصول العقيدة.